# Saint-Sulpice-Laurière
Saint-Sulpice-Laurière è un comune francese di 916 abitanti situato nel dipartimento dell'Alta Vienne nella regione della Nuova Aquitania.

## Società

### Evoluzione demografica
Abitanti censiti